# Ján Turák
Ján Turák (* 30. ledna 1960) je bývalý slovenský fotbalový záložník.

## Hráčská kariéra
V československé nejvyšší soutěži zasáhl do 1 utkání v dresu Tatranu Prešov, v němž neskóroval. Druhou nejvyšší soutěž hrál za Zemplín Vihorlat Michalovce.
Patří mezi známé osobnosti šarišskomichaľanského fotbalu.

## Ligová bilance
| Ročník                                   | Zápasy | Góly | Minuty | Klub                        |
| ---------------------------------------- | ------ | ---- | ------ | --------------------------- |
| 1. československá fotbalová liga 1980/81 | 1      | 0    | 7      | Tatran Prešov               |
| I. SNFL 1983/84                          | 4      | 0    | –      | Zemplín Vihorlat Michalovce |
| CELKEM 1. LIGA ČSSR                      | 1      | 0    | 7      |                             |
| CELKEM I. SNFL (1981–1989)               | 4      | 0    | –      |                             |